# 웹 컨테이너
웹 컨테이너(web container, 또는 서블릿 컨테이너)는 웹 서버의 컴포넌트 중 하나로 자바 서블릿과 상호작용한다. 웹 컨테이너는 서블릿의 생명주기를 관리하고, URL과 특정 서블릿을 맵핑하며 URL 요청이 올바른 접근 권한을 갖도록 보장한다.
웹 컨테이너는 서블릿, 자바서버 페이지(JSP) 파일, 그리고 서버-사이드 코드가 포함된 다른 타입의 파일들에 대한 요청을 다룬다. 웹 컨테이너는 서블릿 객체를 생성하고, 서블릿을 로드 및 언로드하며, 요청과 응답 객체를 생성하고 관리하고, 다른 서블릿 관리 작업을 수행한다.
웹 컨테이너는 웹 컴포넌트 자바 EE 아키텍처 제약을 구현하고, 보안, 병행성, 생명주기 관리, 트랜잭션, 배포 등 다른 서비스를 포함하는 웹 컴포넌트의 실행 환경을 관리한다.

## 서블릿 컨테이너 목록
다음 목록은 선 마이크로시스템즈의 자바 서블릿 명세를 구현한 애플리케이션들을 판매여부에 따라 분류한 목록이다.

### 오픈 소스 웹 컨테이너
- 아파치 톰캣 (예전 자카르타 톰캣) 은 아파치 소프트웨어 라이선스 하에 사용할 수 있는 오픈 소스 웹 컨테이너다.
- 아파치 제로니모는 아파치 소프트웨어 재단에서 자바 EE 6를 완전히 구현한 웹 컨테이너다.
- Lutris Technologies 사의 Enhydra.
- 오라클의 글래스피시 (웹 컨테이너를 포함하는 애플리케이션 서버)
- 제이보스 (현재 WildFly)는 레드햇의 제이보스에서 자바 EE를 완전히 구현한 웹 컨테이너다.
- 이클립스 재단의 제티. SPDY와 웹소켓 프로토콜을 지원한다.
- Jaminid 는 서블릿의 추상화된 개념을 포함하고 있다.
- Winstone 은 v2.5 (현재 0.9) 명세를 지원하고, 최소한의 설정에 초점을 맞추고 원하는 기능만 남도록 추려내는 기능을 가지고 있다.
- Tiny Java Web Server (TJWS) 2.5는 작고 모듈화 가능하도록 설계되어있다.
- 이클립스 재단의 Virgo는 모듈화된 OSGi 기반의 웹 컨테이너로 내장 톰캣과 제티를 구현하고 있다. Virgo는 이클립스 공용 라이선스 하에 사용할 수 있다.

### 상용 웹 컨테이너
- 오라클의 iPlanet Web Server.
- 레드햇, 제이보스의 JBoss Enterprise Application Platform 는 서브스크립션 커머스와 오픈소스로 된 자바 EE 기반의 애플리케이션 서버다.
- 어도비 시스템즈의 JRun (과거 Allaire Corporation에서 개발).
- 오라클의 WebLogic Application Server (과거 BEA Systems에서 개발).
- IronFlaer의 Orion Application Server.
- Caucho Technology의 Resin Pro.
- New Atlanta Communications의 ServletExec.
- IBM WebSphere Application Server.
- SAP NetWeaver.
- SpringSrouce Inc. 의 tc Server.